# 1332 Marconia
1332 Marconia eller 1934 AA är en asteroid i huvudbältet som upptäcktes 25 augusti 1934 av den italienska astronomen Luigi Volta vid Pino Torinese. Den har fått sitt namn efter den italienske fysikern och uppfinnaren Guglielmo Marconi.
Asteroiden har en diameter på ungefär 46 kilometer.